# Юмореска (фильм)
«Юмореска» (англ. Humoresque) — американская мелодрама режиссёра Жана Негулеско, которая вышла на экраны в 1946 году.
Сценарий фильма, авторами которого являются Клиффорд Одетс и Закари Голд, основан на рассказе 1919 года «Юмореска», который написала Фэнни Хёрст. Рассказ уже экранизировался в 1920 году под названием «Юмореска».
Фильм рассказывает о жизни и карьере выдающегося скрипача Пола Борэя (Джон Гарфилд) и его взаимоотношениях с замужней светской женщиной Хелен Райт (Джоан Кроуфорд). Сначала Хелен с помощью своих средств и влияния обеспечивает Полу начало успешной карьеры, а затем начинает с ним роман. Однако по мере развития карьеры Пола и их взаимоотношений Хелен всё больше осознаёт, что она со своим порочным прошлым и своими запросами будет только мешать карьере Пола. Понимая, что музыка для него значительно важнее, чем отношения с ней, Хелен кончает жизнь самоубийством.
Несмотря на коммерческий успех картины, критики отнеслись к ней в основном прохладно, отметив чрезмерную сентиментальность сюжета. При этом высоко была оценена музыкальная составляющая картины, а также игра Джоан Кроуфорд в главной роли.

## Сюжет
Известный скрипач Пол Борэй (Джон Гарфилд) отменяет своё выступление в одном из престижных концертных залов Нью-Йорка. Он переживает глубокий эмоциональный кризис. Его менеджер Фредерик Бауэр (Ричард Гейнс) не доволен решением скрипача, утверждая, что музыка навсегда будет главным делом его жизни. Старый друг и аккомпаниатор Борэя, пианист Сид Джефферс (Оскар Левант) выпроваживает Бауэра из квартиры, пытаясь приободрить друга и дать ему возможность собраться с силами. Анализируя свою жизнь, Пол говорит, что всегда стремился делать всё правильно, и что хотел бы вернуться в своё детство и стать «тем счастливым мальчиком», которым был когда-то.
Пол вспоминает, как в детстве его отец Руди Борэй (Дж. Кэррол Нэш), который держал небольшой бакалейный магазин в недорогом районе Нью-Йорка, повёл сына выбирать ему подарок на день рождения. Они пришли в ближайший магазин сувениров, которым управлял отец Джефферса. Там Пол познакомился с Сидом, который был постарше его и уже давал уроки игры на фортепиано. Пол отказался от предложенных отцом типичных детских подарков и попросил купить ему скрипку. Так как Руди планировал потратить на подарок не более полутора долларов, а скрипка стоила восемь, он отказал сыну, посчитав это бессмысленной тратой денег. Они вернулись домой со скандалом, но в тот же день мать Эстер (Рут Нельсон) пошла в магазин и купила сыну скрипку. Пол сразу же увлёкся инструментом, и, отказывая себе во всех детских играх, без устали совершенствовал своё мастерство в игре на скрипке. Отец и старший брат Фил не понимали и не одобряли занятий Пола, однако Эстер защищала и всячески помогала ему, считая, что он должен получить то, к чему так стремится. По прошествии нескольких лет Пол поступает в престижную музыкальную академию, где играет в оркестре под руководством авторитетного дирижёра и педагога Рознера (Джон Эбботт). Рознер отмечает, что Пол излишне увлекается игрой на инструменте, порой забывая об указаниях дирижёра, однако при этом отмечает его огромный талант. В оркестре Пол знакомится с виолончелисткой Джиной (Джоан Чандлер), которая вскоре признается ему в любви. Однако Пол настолько увлечён скрипичной игрой, что не воспринимает чувств Джины, рассматривая её просто как хорошего друга. С наступлением Великой депрессии магазин Руди сталкивается с финансовыми трудностями. Фил (Том Д’Андреа) упорно и безуспешно ищет подработку на стороне, в то время, как Пол, поощряемый матерью, продолжает упражняться на скрипке. Однажды случайно он слышит, как Фил и Руди говорят о том, что Пол полностью живёт за счёт семьи и ничего не приносит в дом.
С помощью Сида, который работает пианистом в оркестре на радио, Пол устраивается туда скрипачом. Однако очень скоро у него возникает конфликт с дирижёром и сотрудниками радио, которые обрывают исполнение музыкального произведения, подгоняя его под формат радиопрограммы. Сид, который знает о таланте Пола и всячески пытается ему помочь, говорит, что ему надо поискать обеспеченных покровителей, которые помогли бы ему организовать первый сольный концерт. Вскоре Сида приглашают поиграть на фортепиано на приём, который устраивает богатая светская чета Райтов, Виктор (Пол Кэвэна) и Хелен (Джоан Кроуфорд). В какой-то момент кто-то из гостей просит Пола показать, на что он способен, как музыкант. Пол берёт скрипку и под аккомпанемент Сида начинает играть. Все гости бросают свои дела и заворожённо слушают его игру. Обращает на него внимания и Хелен, которая любит выпить и пофлиртовать с мужчинами, но при этом обладает прекрасным художественным вкусом. Послушав игру Пола, Хелен обращается к нему с высокомерным замечанием, что приводит к обмену колкостями между ними. Казалось, Пол упустил свой шанс, однако на следующее утро Хелен присылает Полу в магазинчик Руди золотой портсигар и записку с извинениями. На Руди такой подарок производит большое впечатление, однако Эстер относится к этому с опаской. Вскоре Хелен встречается с Полом, говоря, что он её интересует только как музыкант, и предлагает ему свою помощь. Она знакомит его с одним из лучших импресарио Бауэром, который за счёт средств Хелен организует первый сольный концерт Пола в Нью-Йорке. Хотя зал заполнен лишь наполовину, тем не менее, на концерт приходят все родственники Пола, знакомые Хелен, а также наиболее значимые музыкальные критики Нью-Йорка. После концерта семья ждёт Пола дома, чтобы отпраздновать это событие, однако он направляется на вечеринку к Райтам. На следующее утро Руди читает восторженные отзывы на концерт Пола, опубликованные практически во всех ведущих газетах города.
Пол начинает выступать с концертами с Сидом в качестве аккомпаниатора. Некоторое время спустя Хелен приглашает Пола и Сида в свой прибрежный дом на Лонг-Айленде. После купания в океане Пол пытается приобнять Хелен, однако она не даётся и убегает. Позднее тем же днём во время прогулки на лошадях Хелен цепляется за ветку дерева и падает. Пол подходит, чтобы ей помочь. Между ними возникает контакт, и Пол целует Хелен. Она просит его оставить её, хотя очевидно, что она уже увлечена Полом. Ещё некоторое время спустя они уже вместе лежат на берегу, и хотя Хелен по-прежнему опасается последствий их романа, она признаётся Полу, что любит его. Дома Эстер просит Пола слишком не увлекаться Хелен и напоминает ему о том, что он пропустил свидание с Джиной, которая по-прежнему любит его. Когда Пол утверждает, что у него с Хелен ничего нет, мать не верит ему и предупреждает, что в отношениях с ней надо быть чрезвычайно осторожным, так как они могут разрушить его будущее. Вскоре Пол отправляется в продолжительный гастрольный тур по всей Америке, который организовал Бауэр. По возвращении он идёт обедать в ресторан вместе с Джиной, где его застаёт Хелен. Увидев за столом Джину, Хелен тут же уходит. Пол находит её в знакомом баре, где Хелен устраивает ему сцену ревности, разбивая бокал с коктейлем о стену. Затем они направляются к Хелен домой, где она продолжает упрекать Пола в том, что он о ней совершенно забыл и за несколько месяцев ни разу не позвонил. Пол обращает её внимание на то, что она замужем, на что Хелен отвечает, что они оба достаточно взрослые, чтобы поступать так, как считают нужным, после чего Пол целует её.
Пол переезжает в новую шикарную квартиру, где устанавливает многочисленные фотографии Хелен. Когда его навещает Эстер, Пол признаётся, что любит Хелен. Недовольная мать вступает с ним в спор, который заканчивается тем, что она даёт сыну пощёчину. Тем временем до Виктора доходят слухи о романе Хелен с Полом, и он предлагает жене развестись. Виктор не уверен в искренности чувств Хелен по отношению к Полу, подозревая, что это лишь очередное увлечение, однако Хелен настаивает на том, что впервые в жизни почувствовала настоящую любовь. Чтобы сообщить Полу новость о разводе, Хелен торопится в концертный зал, где тот репетирует вместе с оркестром. Когда во время паузы ему передают записку от Хелен с просьбой срочно обсудить хорошие новости, Пол решает продолжить репетицию. С горя, что Пола не волнует их совместное будущее, Хелен направляется в бар, где сильно напивается. Приехавший позднее Пол увозит её домой. Во время последующего разговора Пол несколько раз повторяет Хелен, что хочет жениться на ней, на что она, утверждая, что любит его, сомневается, что вместе они могут быть счастливы. В конце разговора они начинают строить планы совместной жизни.
Вскоре Хелен на дорогой машине подъезжает к бакалейному магазинчику Руди, чтобы поговорить с Эстер. Хелен пытается убедить её в искренности своих чувств к Полу. Однако Эстер остаётся при своём мнении, что брак Пола с Хелен был бы разрушительным для её сына и его карьеры, так как, по мнению Эстер, Хелен — порочная женщина, которая некоторое время попользуется её сыном, а затем бросит его, как бросала своих предыдущих мужей. Эстер не верит, в её добрые намерения и требует, чтобы она оставила Пола в покое. Ни Хелен, ни Эстер не приходят на очередной концерт Пола, который проходит в одном из престижных нью-йоркских залов, однако обе слушают концерт по радио. Изрядно выпив, Хелен попадает под влияние исполняемой Полом музыки. Она понимает, что для Пола музыка — это главное в жизни и потому он никогда не будет её любить так, как она бы того хотела. А любые её попытки влиять на его жизнь будут нести только вред его карьере. Хелен говорит по телефону с Полом, озабоченным её отсутствием в зале. Она просит, чтобы он ни о чём не волновался, после чего кладёт трубку. Хелен вновь вспоминает о разговоре с мужем, который сказал, что её распутное прошлое может только испортить будущее Пола. Она выходит на берег и идёт вдоль пляжа, а затем заходит в океан… Узнав о том, что произошло, Пол переживает тяжёлый эмоциональный кризис, однако затем берёт себя в руки и заявляет о намерении продолжать свою музыкальную карьеру.

## В ролях
- Джоан Кроуфорд — Хелен Райт
- Джон Гарфилд — Пол Борэй
- Оскар Левант — Сид Джефферс
- Дж. Кэррол Нэш — папа Руди Борэй
- Джоан Чандлер — Джина
- Том Д’Андреа — Фил Борэй
- Пегги Кнудсен — Флоренс Борэй
- Рут Нельсон — мама Эстер Борэй
- Крейг Стивенс — Монте Леффлер
- Пол Кэвэна — Виктор Райт
- Ричард Гейнс — Бауер, первый продюсер Пола
- Джон Эбботт — Рознер, дирижёр Национального инструментального оркестра
- Роберт Блейк — Пол Борэй в детстве
- Томми Кук — Фил Борэй в детстве
- Анжела Грин — Подвыпившая блондинка на вечеринке

## Создатели фильма и исполнители главных ролей
Режиссёр фильма Жан Негулеско родился в Румынии, получил в Европе хорошее художественное образование, и в 1932 году заключил свой первый голливудский контракт как художник по костюмам. Проработав в Голливуде на различных должностях, в 1944 году Негулеско поставил свою первую полнометражную картину, фильм нуар «Маска Димитриоса» (1944). Драма «Джонни Белинда» (1948) принесла Негулеско его единственную номинацию на «Оскар» как лучшему режиссёру. В 1940-е годы Негулеско поставил несколько удачных фильмов нуар, среди них «Три незнакомца» (1946), «Никто не вечен» (1946) с Гарфилдом и «Придорожное заведение» (1948), а в 1950-е годы поставил несколько популярных мелодрам, среди них «Трое пришли домой» (1950), «Телефонный звонок от незнакомца» (1952) и «Титаник» (1953). Позднее Негулеско стал известен как постановщик романтических комедий и мелодрам, таки как «Как выйти замуж за миллионера» (1953), «Три монеты в фонтане» (1954) и «Длинноногий папочка» (1955).
Джоан Кроуфорд начала кинокарьеру в 1925 году, добившись заметной популярности в 1930-е годы с такими фильмами, как «Одержимая» (1931), «Гранд-отель» (1932), «Дождь» (1932), «Танцующая леди» (1933) и «Женщины» (1939). В 1945 году Кроуфорд сыграла в фильме Майкла Кёртиса «Милдред Пирс» (1945), который принёс ей «Оскар» за лучшую главную роль. Затем последовали «Юмореска» (1946), «Одержимая» (1947) и «Внезапный страх» (1952), два последних принесли актрисе номинации на «Оскар». Позднее Кроуфорд сыграла в таких признанных фильмах, как «Джонни Гитара» (1954) и «Что случилось с Бэби Джейн?» (1962).
Джон Гарфилд был родом из Нью-Йорка и начинал свою актёрскую карьеру в престижных бродвейских театрах, однако с 1937 года продолжил карьеру в Голливуде, где в 1939 году получил номинацию на «Оскар» за роль второго плана в фильме «Четыре дочери» (1938). Начав успешную кинокарьеру, Гарфилд сыграл главные роли в таких памятных фильмах, как «Морской волк» (1941), «Почтальон всегда звонит дважды» (1946), «Тело и душа» (1947), который принёс ему вторую номинацию на «Оскар», «Джентльменское соглашение» (1947), «Сила зла» (1948) и «Переломный момент» (1950).

## История создания фильма
По информации историка кино Фрэнка Миллера, «Юмореска» (1946) стала второй экранизацией рассказа Фэнни Хёрст, который уже экранизировался в 1920 году под тем же названием как немой фильм, который поставил Фрэнк Борзейги.
В рассказе Фэнни Хёрст и в фильме «Юмореска»(1920), персонаж скрипача был евреем, и его биография была составной частью истории. Сценарист Барни Глейзер, который работал над первым вариантом сценария, хотел, чтобы «Пол Борэй остался евреем». Однако в окончательном варианте фильма его национальность не уточняется.
По информации Американского института кино, на каком-то этапе в качестве режиссёра фильма планировался Ирвинг Рэппер, в качестве сценариста — Валдо Солт, оператора — Джеймс Вонг Хоу, а Гиг Янг — исполнителем главной роли. В информации «Голливуд репортер» также сообщалось, что Элинор Паркер была первоначально приглашена на главную женскую роль.
Как полагает Миллер, версия 1946 года была вдохновлена не столько желанием сделать ремейк классической слезоточивой мелодрамы, чем тем, что Warner Bros. «было нужно что-то получить от очень дорогого и длинного сценария, который Клиффорд Одетс написал для фильма „Рапсодия в голубых тонах“, который представлял собой музыкальную биографию композитора Джорджа Гершвина». По информации Американского института киноискусства, Уолд в письме от 12 марта 1945 года руководителю студии Warner Bros. Стиву Триллингу писал, что сценарий этого фильма содержит значительные неиспользованные фрагменты сценария, который Клиффорд Одетс изначально написал к фильму «Рапсодия в голубых тонах» (1945). По мнению Миллера, «подход Одетса к истории был хорош, но немного тяжелее в плане социальной критики, чем планировалось. Но история мальчика из трущоб, музыкальные таланты которого эксплуатируются богатыми, имела потенциал, и продюсер Джерри Уолд совместил её со сходной историей Хёрст, чтобы создать картину под Джона Гарфилда».
Одетс написал особенно сильную психологическую проработку роли Хелен Райт, богатой невротички, которая спонсирует карьеру скрипача в надежде создания красивой музыки вместе с ним. На главную женскую роль Уолд рассматривал таких звёзд, как Таллула Бэнкхед и Барбара Стэнвик. Однако когда к проекту проявила интерес Кроуфорд, которая только что наделала много шума со своим первым фильмом на студии Warner Bros «Милдред Пирс» (1945), Уолд воспользовался этим шансом и пригласил её.
Как пишет историк кино Фрэнк Миллер, в ходе съёмок этого фильма Кроуфорд был присуждён «Оскар» за «Милдред Пирс». После объявления об этом, продюсер картины Джерри Уолд приказал существенно расширить её роль и даже добился от студии повышения бюджета фильма, частично, чтобы оплатить более шикарные наряды, которые разработал известный голливудский дизайнер костюмов Эдриан (англ. Adrian), а также ввести больше любовных крупных планов Кроуфорд.
По словам Миллера, «Кроуфорд была взволнована работой с Гарфилдом в этом фильме». Как и её бывший муж Франшо Тоун, Гарфилд пришёл в Голливуд после работы в новаторском театре Group Theatre, остросоциальные пьесы и глубокая психологическая образов которого под влиянием работ Станиславского всегда волновали её. В какой-то момент в 1930-е годы она даже раздумывала покинуть Голливуд, чтобы поработать в этом театре. Как замечает Миллер, «её также привлекало дерзкое мужское начало в Гарфилде». Во время их первой встречи он сказал: «Так ты Джоан Кроуфорд, большая кинозвезда! Рад встрече» и ущипнул её за грудь. Сначала она ощетинилась, но затем улыбнулась и сказала: «Я думаю, мы отлично поладим».
Как далее пишет Миллер, Кроуфорд, однако, не чувствовало себя вполне уютно с режиссёром Жаном Негулеско. Она всегда любила, чтобы режиссёры проговаривали с ней её роль, но Негулеско предпочитал наблюдать за актёрами на репетициях и работать с тем, что они ему показывали. После того, как она пришла к Уолду со слезами из-за того, что не получает никаких режиссёрских установок, Негулеско написал портрет её персонажа и подарил ей его с запиской: «Дорогая Джоан. Это Хелен Райт, которую я вижу и о которой мечтаю — и только ты можешь дать её мне». По словам киноведа, «с этого момента, как она утверждала, она точно поняла, что он хочет и действительно сделала то, что многие критики считают её лучшей игрой».
Фильм находился в производстве с середины декабря 1945 года до середины апреля 1946 года. «Голливуд репортер» сообщил, что некоторые сцены фильма снимались на натуре в Лагуна-Бич, Калифорния.
Согласно автобиографии Оскара Леванта, игру Джона Гарфилда дублировали двое скрипачей, которые находились за камерой — в то время, как один прижимал пальцами струны, другой управлял смычком. Некоторые современные источники утверждают, что Гарфилд прижимал струны сам после того, как взял уроки у скрипача Гарри Зогана (англ. Harry Zogan). По информации Миллера, Гарфилд изучал игру на скрипке и потому мог появляться с инструментом на дальних планах. Для крупных планов он одевал пиджак с отрезанными рукавами. Один скрипач, сидя на корточках вне зоны видимости камеры, просовывал руку в правый рукав фрака и держал смычок. Другой прятался за Гарфилдом и надевал левый рукав, чтобы обеспечить игру пальцами. После съёмок одной такой сцены пианист Оскар Левант, который сымпровизировал многие свои реплики в качестве экранного приятеля Гарфилда и его аккомпаниатора, пошутил: «Почему бы нам вчетвером не отправиться на гастроли?»
Всего в фильме звучат фрагменты произведений 18 классических композиторов, среди них Дворжак, Шопен, Вагнер, Бизе, Мендельсон, Чайковский, Григ, Прокофьев, Шостакович, Брамс, Бах и Римский-Корсаков. Cкрипичные партии в фильме сыграл известный скрипач Айзек Стерн, а партии на фортепиано — Оскар Левант. Как написал Миллер, «помимо игры Кроуфорд „Юмореска“ значима очень серьёзным подходом к миру классической музыки. Айзек Стерн был нанят за 25 тысяч долларов, чтобы записать 23 классические композиции, включая специальные аранжировки „Смерти Изольды“ из „Тристана и Изольды“, которая звучит в финальных сценах Кроуфорд».
За музыку к этому фильму Франц Ваксман был номинирован на «Оскар».
Как отмечает Миллер, «Юмореска» стала большим коммерческим успехом для Warner Bros., и успехом для Кроуфорд. Warner, которой актриса досталась за бесценок после того, как она ушла с Metro Goldwyn Meyer, подписала с ней новый контракт на семь лет с гонораром 200 тысяч долларов за каждую картину.

## Оценка фильма критикой

### Общая оценка фильма
Как написал после выхода картины кинообозреватель «Нью-Йорк таймс» Босли Краузер, «ничего юмористического в слезливой „Юмореске“ нет. Это скорее сентиментальное причитание по поводу безнадежности любви между увлеченным искусством скрипачом и высокомерной леди, которая живет только для себя. И если в нём есть хоть какое-то мизерное сходство с реальной жизнью музыкантов, то это просто удача». Остальная же часть фильма развивает тему «из грязи в князи», в которой мальчик из нижнего Ист-Сайда добивается успеха, в то время как девочка из верхнего Ист-Сайда создает проблемы, что, по мнению Краузера «в основном, представляет собой чистый сентиментальный вздор». Тем не менее, Warner Brothers «завернули это жалкое зрелище в одеяло душераздирающей музыки, которая, как предполагается, сделает его духовно очищающим». Они наполнили фильм «длинными отрывками из симфонической музыки Бизе, Россини и других мастеров, большая часть которых была написана для скрипки». И, как далее пишет критик, «для сокрушительной, титанической кульминации, в которой Джоан Кроуфорд идёт вперевалку, напившись по самые уши и тяжело дыша, чтобы трагически броситься в море после телефонного разговора с Джоном Гарфилдом, который сказал ей, что свою скрипку любит больше», использована музыка, «которая плачет и разбивает сердце — это „Смерть Изольды“ из „Тристана и Изольды“» Вагнера. Как отмечает Краузер, «музыка, надо сказать, великолепна — и если вы только закроете глаза, чтобы вам не пришлось смотреть, как мистер Гарфилд прислоняет к скрипке свое одухотворенное лицо, или как мисс Кроуфорд яростно выражает свои эмоции, и если вы только заткнёте уши, когда люди будут вести дурацкие разговоры, написанные Закари Голдом и Клиффордом Одетсом, — она доставит вам большое наслаждение».
Как отмечает современный кинокритик Лючия Боццола, во вторую экранизацию бестселлера Фэнни Хёрст о перспективном скрипаче и его властной матери, сценаристы Клиффорд Одетс и Закари Голд добавили страдающую манией величия покровительницу искусства, «и „Юмореска“ (1946) стала классной картиной Warner Bros. для демонстрации талантов Джоан Кроуфорд и Джона Гарфилда». По мнению критика, фильм «стильно поставлен Жаном Негулеско», показывая борьбу Гарфилда между искусством и амбициями, которая «проходит через его финансовые, а затем адюльтерные отношения с гламурной Хелен». Как резюмирует Боццола, «драматическая контрастная операторская работа Эрнеста Халлера и мощная игра Кроуфорд поднимают эту самоубийственную прогулку до уровня неотразимой трагедии».
По оценке Денниса Шварца, в центре внимания картины находится «бурный роман, где Графилду пришлось выбирать либо светскую львицу Джоан Кроуфорд, либо его смычок и струны». Как далее пишет критик, «когда Бетховен заглушает мелодраматизм (там 23 разных классических отрывка), пышная мыльная опера прекрасна; когда этого не происходит, „плаксивость“ мыльной оперы становится невыносимой». По оценке Шварца, «Клиффорд Одетс написал претенциозный сценарий», а «Жан Негулеско стильно поставил эту потрёпанную временем историю, которая холодна и уныла»
Спенсер Селби написал, что в этой картине о романе многообещающего молодого скрипача с угрюмой покровительницей искусств «спокойная мелодраматическая тема получает мощную нуарную трактовку, что особенно очевидно в избрании на главные роли Гарфилда и Кроуфорд как двух очень значимых персонажей, которые сталкиваются с конфликтом лицом к лицу».
Майкл Кини отметил, что фильм «первоначально задумывался как звёздный транспорт для Гарфилда после потрясающего успеха его фильма „Почтальон всегда звонит дважды“. Однако он превратился в „полностью кроуфордовскую женскую мелодраму“, после того как актриса получила „Оскар“ за свою игру в „Милдред Пирс“». По мнению Кини, «весь актёрский состав отличный, но Левант в роли остроумного и саркастического аккомпаниатора получает лучшие реплики».

### Оценка игры Джоан Кроуфорд
Американский киновед Лоренс Джей Куирк заключил, что в «Юмореске» Кроуфорд выдала свою «несомненно самую лучшую игру… её темп безупречен, её внешность прекрасна, её эмоции глубоки». По мнению Боццолы, Кроуфорд показала в этом фильме «свою наилучшую игру, которая, возможно, даже лучше, чем принесшая ей „Оскар“ роль в „Милдред Пирс“ годом ранее». Как написал Миллер, «как бы ни чувствовала себя её героиня в этой романтической драме, на экране Джоан Кроуфорд не была второй скрипкой ни с кем. Хотя у Джона Гарфилда более крупная роль, в фильме доминирует Кроуфорд. С её первого появления, когда она отбивается от круга поклонников, каждый из которых пытается прикурить ей сигарету, до последних сцен, когда она идёт в океан, чтобы спасти карьеру Гарфилда, фильм является демонстрации Кроуфорд во всей красе в одной из её наиболее сложных ролей».